# Necromancia
Necromancia (pt. ‚Nekromantie‘) ist eine brasilianische Groove- und Thrash-Metal-Band aus São Bernardo do Campo, die im Jahr 1984 gegründet wurde.

## Geschichte
Die Band wurde im Jahr 1984 von den Brüdern Marcelo (Gesang, E-Gitarre) und Kiko D’ Castro (Schlagzeug) gegründet. Kurze Zeit später kam Bassist Edgar „Budega“ Gerbelli zur Band und vervollständigte die Besetzung. Inspiriert durch Bands wie Venom, Slayer und Voivod entwickelte die Band ihre ersten Lieder. Im Jahr 1987 steuerte die Band zwei Lieder für die Split-Veröffentlichung Headthrashers Live bei, die über Fucker Records erschien. Als Bassist war nun Roberto Fornero in der Band vertreten. Im Jahr 1993 nahm die Band ihre erste Single Hypnotic auf. Im Jahr 1997 erschien das selbstbetitelte Debütalbum, dem im Jahr 2004 das zweite Album Check Mate folgte. Produziert wurde das Album von Andreas Kisser, Gitarrist bei Sepultura. Kisser steuerte außerdem ein Gitarrensolo, sowie den Backing-Gesang für das Lied Greed Up to Kill bei. Als weiterer Gastmusiker war Alex Camargo, Bassist und Sänger bei Krisiun, zu hören, wobei sein Gesang bei dem Lied The Blooding vertreten war. Außerdem war auf dem Album als Bonus eine Coverversion von Motörheads Overkill, sowie ein Musikvideo zu Greep Up to Kill enthalten. Im Januar 2008 wurde das Debütalbum neu gemastert über Voice Music wiederveröffentlicht, wobei alle bisher erschienen Demos, die Single, sowie die Lieder der Split-Veröffentlichung Headthrashers Live als Bonus enthalten waren. Zusätzlich enthielt das Album eine Coverversion von Sepulturas Dead Embryonic Cells.

## Stil
Die Band bewegt sich zwischen „teilweise etwas konfus[em]“ südamerikanischem Thrash Metal im Stil früher Sepultura-Werke und Groove Metal. Ihr Stil wird als eine Mischung aus frühen Sepultura und Machine Head beschrieben.

## Diskografie
- 1987: Headthrashers Live (Split mit MX, Blasphemer und Cova, Fucker Records)
- 1988: Suicidal Madness (Demo, Eigenveröffentlichung)
- 1992: Demo 1992 (Demo, Eigenveröffentlichung)
- 1993: Hypnotic (Single, Eigenveröffentlichung)
- 1996: Necromancia (Album, Eigenveröffentlichung)
- 2001: Rough Mix (Single, Eigenveröffentlichung)
- 2004: Check Mate (Album, Mausoleum Records)